# 1988年4月逝世人物列表
1988年逝世人物列表：1月 - 2月 - 3月 - 4月 - 5月 - 6月 - 7月 - 8月 - 9月 - 10月 - 11月 - 12月
1988年4月逝世人物列表，是用於匯總1988年4月期間逝世人物的列表。

## 依日期排序

### 1日
- 陶維英，83歲，越南歷史學家。[1]
- 占士·愛德華·佐敦，91歲，美國演員（菲伯·麥基和莫莉），因跌倒導致中風。[2]
- April Tinsley，8歲，美國謀殺案受害者。[3]

### 2日
- 雅克·安德列（Jacques André），69歲，二戰法國戰鬥機飛行員，奧運選手。[4]
- Jenő Barcsay，88歲，匈牙利畫家。
- 麗莎·瑪麗·基梅爾（Lisa Marie Kimmell），美國謀殺案受害者。[5]
- Pushpaben Mehta，83歲，印度社會工作者和政治家。[6]
- 安東尼·佩利西耶（Anthony Pelissier），75歲，英國演員、編劇和導演（《私事》、《波利先生的歷史》）。[7]

### 3日
- 米爾頓·卡尼夫，81歲，美國漫畫家（《特裡與海盜》、《史蒂夫峽谷》），肺癌。[8]
- 李曼峯（Lee Man Fong），74歲，華裔印尼畫家。[9]
- V. S. Wakankar，68歲，印度考古學家。[10]

### 4日
- 弗洛雷斯汀·佩羅·柯林斯（Florestine Perrault Collins），93歲，美國專業攝影師。
- 邁拉·德·格魯特（Myra De Groot），50歲，英國出生的美籍澳大利亞女演員（《沙利文一家》（The Sullivans）《鄰居》（Neighbours）），癌症。[11]
- Kai Ewans，81歲，丹麥裔美國爵士樂簧片演奏家。
- 加斯頓·艾斯肯斯（Gaston Eyskens），82歲，比利時政治家和首相。
- 卡羅爾·法格羅斯，53歲，美國網球運動員，癌症。[12]
- 埃裡克·哈夫洛克（Eric A. Havelock），84歲，英國古典主義者。[13]
- 羅伊·韋瑟比（Roy Weatherby），77歲，美國韋瑟比步槍公司的創始人和所有者。[14]
- Delos Wickens，78歲，美國實驗研究心理學家和作家（俄亥俄州立大學）。

### 5日
- 博伊德·布魯姆鮑，72歲，美國NFL橄欖球運動員（布魯克林道奇隊），肺氣腫。
- 莫紮法爾·菲魯茲，81歲，伊朗外交官，伊朗駐蘇聯大使。[15]
- 瑞典人哈爾布魯克，55歲，美國NBA籃球運動員（錫拉丘茲國民隊），心臟病發作。[16]
- Alf Kjellin，68歲，瑞典出生的美國電影演員和導演，心臟病發作。[17]
- 伊莉莎白·利寧頓，67歲，美國懸疑小說家。[18]
- 羅斯瑪麗·曼寧（Rosemary Manning），76歲，英國作家（《中國園林》）。[19]
- 羅伯特·門德爾松（Robert S. Mendelsohn），61歲，美國兒科醫生和現代醫學實踐的批評者，心臟驟停。[20]
- 皮埃爾·普雷韋爾，71歲，法國電影導演、編劇和演員。
- 艾倫·肖特（Alan Shorter），55歲，美國爵士小號和長笛演奏家，主動脈破裂。[21]

### 6日
- Gunārs Astra，56歲，拉脫維亞人權活動家和反蘇持不同政見者，患有心臟病。[22]
- 約翰·克萊門茨，77歲，英國演員和製片人（無盔甲騎士、南方騎行）。[23]
- 勒羅伊·柯克蘭（Leroy Kirkland），82-84歲，美國編曲家、樂隊領隊、吉他手和詞曲作者。
- 哈姆迪亞·波茲德拉茨，64歲，南斯拉夫共產主義政治家，波士尼亞和黑塞哥維那人民議會主席。[24]

### 7日
- 鄧尼斯·漢密爾頓（Denis Hamilton），69歲，英國報紙編輯（星期日泰晤士報（The Sunday Times）、泰晤士报（The Times））。[25]
- 迪納納特·納迪姆（Dinanath Nadim），72歲，印度詩人。
- 阿爾伯特·羅格爾（Albert S. Rogell），86歲，美國電影導演。[26]

### 8日
- Vilayati Ram Katyal，52歲，印度政治家，北方邦立法議會議員。[27]

### 9日
- 布魯克·本頓（Brook Benton），56歲，美國歌手和詞曲作者（《It's Just a Matter of Time》、《Endlessly》），肺炎。[28]
- Syd Cohen，81歲，美國職業棒球大聯盟（華盛頓參議員）。[29]
- 約翰·赫爾曼·登特，80歲，美國政治家，美國眾議院議員。[30]
- 傑里·哈威，38歲，美國編劇和電影程式師（Z頻道），謀殺自殺。[31]
- 戴夫·普拉特，50歲，美國靈魂和節奏藍調歌手和音樂家，車禍。[32]
- Arturo Rotor，80歲，菲律賓醫生，菲律賓執行秘書，癌症。
- Willy Schaeffler，72歲，德裔美國滑雪運動員和教練，滑雪度假村開發商。[33]
- 威廉·霍勒斯·坦普爾（William Horace Temple），89歲，加拿大政治家和工會會員。[34]
- 西爾維亞·塔爾伯格，80歲，美國編劇（《蒙大拿月亮》）。

### 10日
- Khaqan Abbasi，巴基斯坦政治家，聯邦生產部長，汽車被導彈擊中。
- 克里夫·格拉德溫，72歲，英國板球運動員（英格蘭板球隊、德比郡）。[35]
- 伍迪·克林（Woody Kling），62歲，美國電視編劇、製片人和作曲家，腦癌和肺癌。[36]
- Ezekias Papaioannou，79歲，希族塞人政治家。

### 11日
- 伊塞爾·科爾奎洪，81歲，英國畫家、詩人和作家。[37]
- James R. Domengeaux，81歲，美國政治家，美國眾議院議員，白血病。[38]
- 傑夫·唐奈，66歲，美國女演員（杏林春暖、幻影小偷），心臟病發作。[39]
- Jesse L. Lasky Jr.，77歲，美國編劇和小說家（參孫和黛利拉、十诫），胰腺癌。[40]

### 12日
- Colette Deréal，60歲，法國女演員和歌手。
- 謝里登·吉布尼（Sheridan Gibney），84歲，美國戲劇和電影作家和製片人（《路易士·巴斯德的故事》），癌症。[41]
- 哈特曼·勞特巴赫，78歲，德國納粹，副帝國元首，希特勒青年團元首，未被定罪的戰犯。
- 哈裡·麥克沙恩（Harry McShane），96歲，蘇格蘭社會主義者。[42]
- 艾倫·帕頓（Alan Paton），85歲，南非作家和反種族隔離活動家，癌症。[43]
- 喬治·洛克，68歲，美國小號手和歌手（斯派克·鐘斯和他的城市滑頭）。
- 弗蘭克·斯卡夫，77歲，美國職業棒球大聯盟（洛杉矶道奇，費城田徑隊），心臟病發作。[44]

### 13日
- Jean Gascon，67歲，加拿大歌劇導演和演員，心臟病發作。[45]
- Leo Zeff，75歲，美國心理學家和心理治療師。[46]

### 14日
- 丹尼爾·蓋蘭（Daniel Guérin），83歲，法國自由意志共產主義作家（《無政府主義：從理論到實踐》）。[47]
- 傑克·麥金托什，78歲，蘇格蘭出生的加拿大政治家，加拿大下議院議員。[48]
- 波妮·波因德克斯特，62歲，美國爵士薩克斯管演奏家。[49]
- 卡米拉·拉維拉（Camilla Ravera），98歲，義大利政治家，第一位女性終身參議員。[50]
- 約翰·斯通豪斯，62歲，英國商人和部長，國會議員，心臟病發作。[51]

### 15日
- 罗斯玛丽·埃姆斯（Rosemary Ames），81歲，美國電影女演員（《蒙特卡洛的昆西先生》（Mr. Quincey of Monte Carlo），《再來一個春天》（One More Spring））。[52]
- George E. Mylonas，89歲，希臘考古學家，心臟病發作。[53]
- 瑪麗亞·烏爾法·桑托索（Maria Ulfah Santoso），76歲，印尼政治家和女權活動家，社會事務部長。
- 肯尼斯·威廉姆斯，62歲，英國演員和喜劇演員（《Carry On》），巴比妥類藥物過量。[54]

### 16日
- 約翰·安德森，79歲，英國陸軍上將，帝國副總參謀長。[55]
- 何塞·多爾赫姆（José Dolhem），43歲，法國賽車手，摩托艇賽車事故。[56]
- 尤里·葉戈羅夫，33歲，蘇聯古典鋼琴家，愛滋病併發症。[57]
- 雅克·德·卡特（Jacques de Kadt），90歲，荷蘭政治家，荷蘭議會議員。[58]
- 約翰·里爾登，58歲，美國男中音和演員（《羅傑斯先生的鄰居》），肺炎（愛滋病）。[59]
- 克利福德·羅奇（Clifford Roach），84歲，特立尼達板球運動員（特立尼達和多巴哥，西印度群島板球代表隊）。[60]
- 鮑比·湯普森（Bobby Thompson），76歲，英國單口喜劇演員和演員，患有肺氣腫和癌症。[61]
- 哈利勒·瓦齊爾（Khalil al-Wazir），52歲，巴勒斯坦領導人，遇刺身亡。[62]

### 17日
- 琳達·巴蒂斯塔（Linda Batista），68歲，巴西音樂家。
- 卡洛塔·科普隆（Carlotta Corpron），86歲，美國攝影師。[63]
- 阿爾伯特·芬內爾，68歲，英國電影和電視製片人（《復讎者聯盟》）。
- 托尼·弗里塞尔（Toni Frissell），81歲，美國攝影師，阿爾茨海默病。[64]
- 小保羅·弗里曼（Paul L. Freeman Jr.），80歲，美國陸軍上將，美國陸軍歐洲總司令，心臟病。[65]
- 安東尼·加吉（Anthony Gaggi），62歲，甘比諾犯罪家族的美國黑幫，心臟病發作。[66]
- 費利西蒂·蘭-福克斯（Felicity Lane-Fox），69歲，上議院議員，殘疾問題冠軍。[67]
- 派翠克·姆佩普（Patrick Mphephu），63-64歲，南非政治家，文達總統。[68]
- 路易絲·內維爾森（Louise Nevelson），88歲，烏克蘭裔美國雕塑家。[69]
- 伊娃·諾瓦克（Eva Novak），90歲，美國電影女演員（《倫尼貝德的浪漫史》、《藥師》），肺炎。[70]
- 奧托·帕赫特（Otto Pächt），85歲，奧地利藝術史學家。[71]
- 卡洛斯·索托馬約爾，76-77歲，智利畫家，心臟病發作。
- 喬治·威廉姆斯，70歲，美國音樂家和作曲家。[72]
- 伊薩克·亞格洛姆（Isaak Yaglom），67歲，蘇聯數學家和作家。[73]

### 18日
- 斯坦頓·德拉普蘭，80歲，美國旅行作家（《旧金山纪事报》），普利策獎獲得者，肺氣腫。[74]
- Pierre Desproges，48歲，法國幽默作家，肺癌。[75]
- 奧克泰·里法特·霍羅茲庫，73歲，土耳其作家和劇作家。
- 安東尼·普奇，80歲，捷克斯洛伐克國際足球運動員（捷克斯洛伐克布拉格斯拉維亞）。[76]
- 奧克泰·里法特，73歲，土耳其作家和劇作家。[77]
- 菲利斯·羅斯（Phyllis Ross），84-85歲，加拿大經濟學家，英屬哥倫比亞大學校長。[78]

### 19日
- 玛格丽特·爱德华兹（Margaret A. Edwards），85歲，美國圖書館員（伊諾克·普拉特免費圖書館，美國圖書館協會）。
- 权基玉，87歲，韓國第一位女飛行員。[79]
- 喬納斯·科夫塔（Jonasz Kofta），45歲，波蘭詞曲作者和詩人，窒息。
- 珍妮·羅·斯金納（Jeanne Rowe Skinner），71歲，美國海軍軍官，關島第一夫人。[80]
- 阿爾伯特·羅斯·蒂利（Albert Ross Tilley），83歲，加拿大整形外科醫生，率先治療燒傷的飛行員。[81]

### 20日
- 赫克托·費利克斯·米蘭達（Héctor Félix Miranda），46歲，墨西哥記者，Zeta雜誌專欄作家，遇刺身亡。[82]

### 21日
- 安傑伊·恰班斯基（Andrzej Czabański），28歲，波蘭殺人犯，波蘭最後被處決的人。
- I. A. L.戴蒙德，67歲，羅馬尼亞裔美國編劇（熱情如火、公寓春光），多發性骨髓瘤。[83]
- 娜潔日達·彼得羅芙娜，90歲，俄裔法國婦女，俄羅斯彼得·尼古拉耶維奇大公的孩子。
- 巴迪·漢弗萊，52歲，美國NFL足球運動員（聖路易紅雀），腦瘤。[84]
- 莫裡斯·魯登斯基（Morris Rudensky），89歲，美國禁酒令時代的黑幫。[85]

### 22日
- 彼得·赫爾克，94歲，美國插畫家。[86]
- 休·諾爾斯（Hugh S. Knowles），83歲，美國聲學工程師和發明家，美國聲學學會主席，癌症。[87]
- 梅尔文·普维斯（Melvin Price），83歲，美國政治家，美國眾議院議員，癌症。[88]
- 愛琳·裡奇（Irene Rich），96歲，美國電影和廣播女演員（育空女王、阿帕奇堡），心力衰竭。[89]
- 芭芭拉·羅比森（Barbara Robison），42歲，美國歌手（《花生醬陰謀》），中毒性休克綜合症。[90]
- Tchicaya U Tam'si，56歲，剛果作家。[91]

### 23日
- 卡爾·萊昂哈德（Karl Leonhard），84歲，德國精神病學家。[92]
- 小澤榮太郎，79歲，日本電影和舞台演員兼導演。
- 邁克爾·拉姆齊，83歲，英國聖公會主教，坎特伯雷大主教。[93]

### 24日
- Gioacchino Colombo，85歲，義大利汽車發動機設計師（法拉利可倫坡發動機）。
- 亞歷山大·馬金斯基（Alexander Makinsky），87歲，伊朗出生的美國商人，洛克菲勒基金會（Rockefeller Foundation）助理副總裁。
- 帕維爾·旺卡（Pavel Wonka），35歲，捷克斯洛伐克政治活動家，肺栓塞。[94]
- 喬納森·伍德納（Jonathan Woodner），44歲，美國房地產開發商和公路賽車手，空難。[95]

### 25日
- René Cardona，82歲，墨西哥導演和演員，（Allá en el Rancho Grande，聖誕老人）。
- 莉吉亞·克拉克（Lygia Clark），67歲，巴西藝術家，共同發起了新混凝土運動，心臟病發作。[96]
- 卡羅琳·佛蘭克林（Carolyn Franklin），43歲，美國創作歌手，艾瑞莎·弗蘭克林（Aretha Franklin）（《Ain't No Way》）的妹妹，乳腺癌。[97]
- 埃裡克·海森，81歲，瑞典足球運動員（哥登堡體育會）。
- 肯·鐘斯（Ken Jones），60歲，英國指揮家和電影電視音樂作曲家。
- 邁克爾·蘭茨（Michael Lantz），80歲，美國雕塑家，美國國家雕塑協會（National Sculpture Society），中風。[98]
- 伯尼塔·謝爾頓·馬修斯（Burnita Shelton Matthews），93歲，美國地方法院法官，中風。[99]
- 休·蘭金爵士（Sir Hugh Rankin），88-89歲，突尼西亞出生的英國怪人，英國穆斯林協會主席。[100]
- 蘭尼·羅斯（Lanny Ross），82歲，美國歌手，鋼琴家和詞曲作者，心力衰竭。[101]
- 克利福德·西馬克（Clifford D. Simak），83歲，美國科幻作家（神秘的中继站、訪客）。[102]
- 瓦萊麗·索拉納斯（Valerie Solanas），52歲，美國作家和女權主義者，企圖謀殺安迪·沃霍爾（Andy Warhol），患有肺炎。[103]
- Zephyr Wright，72-73歲，美國民權活動家，林登·詹森（Lyndon Johnson）總統的私人廚師，心臟病。

### 26日
- 蓋伊·博伊德（Guy Boyd），64歲，澳大利亞陶藝家和雕塑家，冠狀動脈粥樣硬化。[104]
- 威廉·福克斯-彼特（William Fox-Pitt），92歲，英國陸軍將軍。[105]
- 吉列尔莫·阿罗，75歲，墨西哥天文學家（赫比格-哈羅天體）。[106]
- 德斯蒙德·霍爾（Desmond Hoare），77歲，英國皇家海軍工程師。
- 弗雷德里克·派特森（Frederick D. Patterson），86歲，美國學術行政人員，聯合黑人學院基金會（United Negro College Fund）創始人，心臟病發作。[107]
- 瑪麗安·波爾維特（Marian Porwit），92歲，波蘭軍官，波蘭陸軍上校。
- 貝內特·斯圖爾特，75歲，美國政治家，美國眾議院議員。[108]
- Arbee Stidham，71歲，美國藍調歌手。

### 27日
- 弗雷德·貝爾（Fred Bear），86歲，美國弓箭獵人和製造商，熊射箭（Bear Archery）的聯合創始人，心臟病發作。[109]
- 克莉絲蒂娜·貝林（Christina Bellin），48歲，義大利出生的美國模特，腦瘤。[110]
- 瓦列里·列加索夫，51歲，蘇聯化學家，切爾諾貝利災難調查委員會主任，自殺。[111]
- 大衛·斯卡伯勒（David Scarboro），20歲，英國演員（东区人）。
- 羅伯特·范·佩爾特（Robert Van Pelt），90歲，美國律師，美國地區法官。[112]
- 奧拉夫·韋格霍斯特（Olaf Wieghorst），88歲，丹麥出生的美國畫家。[113]

### 28日
- 芬納·布羅克韋（Fenner Brockway），99歲，英國社會主義政治家和反戰活動家。[114]
- 威廉·波特·蓋爾，71歲，美國政治活動家和白人至上主義者，肺氣腫。[115]
- 邁克爾·格魯姆利，45歲，美國作家和藝術家（紐約本地人），愛滋病。[116]
- 哈戈普·哈戈皮安，36-37歲，亞美尼亞解放亞美尼亞秘密軍領導人，被暗殺。[117]
- 馬克西姆·馬祖姆達爾（Maxim Mazumdar），36歲，印度出生的加拿大劇作家和導演（奧斯卡記憶），愛滋病。[118]
- BW Stevenson，38歲，美國鄉村流行歌手和音樂家，葡萄球菌感染。[119]

### 29日
- Brish Bhan，79歲，印度政治家，帕蒂亞拉和東旁遮普邦聯盟首席部長。
- 安德魯·克魯克香克，80歲，蘇格蘭演員（芬利博士的案例集）。[120]
- Irving Kolodin，80歲，美國音樂評論家和歷史學家（纽约太阳报、星期六评论）。[121]
- 詹姆斯·麥克拉肯，61歲，美國歌劇男高音，中風。[122]
- 雅各·圖格納（Jakob Tuggener），84歲，瑞士攝影師、電影製片人和畫家。[123]
- 馬丁·威爾德克，74歲，英國演員。[124]

### 30日
- Lola Hoffmann，84歲，拉脫維亞出生的智利生理學家和精神病學家。[125]
- Man Mountain Mike，47歲，美國職業摔跤手，葡萄球菌感染。
- 卡羅爾·萊特爾，88歲，美國「佔星家」。[126]
- 亞歷克斯·桑德斯（Alex Sanders），61歲，英國神秘學家，威卡教大祭司，肺癌。[127]
- 羅伯特·萊斯利·斯圖爾特，70歲，蘇格蘭劊子手。
- 泰格·喬·湯馬索，65-66歲，加拿大職業摔跤手。

### 日期不詳
- T. Glynne Davies，62歲，威爾士詩人、小說家、電視和電臺廣播員。
- 埃米爾·魯默（Émile Roumer），85歲，海地詩人。
- Ginette Spanier，84歲，寶曼法國總監。